# Antimakassar
Antimakassarer er tekstil- eller papirovertræk til stolerygge, oprindeligt til beskyttelse mod makassarolie, en hårolie der især var populær i 1800-tallet. Antimakassaren kom frem midt i 1800-tallet i form af hæklede overtræk. Senere kom simplere versioner frem, og i dag er den almindeligste antimakassar blot et stykke papir (gerne med påtrykt logo), som sættes på nakkepartiet af fly- og togsæder. Pga. hygiejnen skiftes de hyppigt.
| Møbler og inventar | Spire Denne artikel om møbler og inventar er en spire som bør udbygges. Du er velkommen til at hjælpe Wikipedia ved at udvide den. |